# Breukelen
Breukelen (prononcé en néerlandais : /ˈbrøːkələ(n)/) est un village néerlandais situé dans le commune de Stichtse Vecht, en province d'Utrecht. Sa population est de 10 625 habitants en 2020. Commune indépendante jusqu'en 2011, Breukelen couvre alors Kockengen et Nieuwer Ter Aa, ainsi que plusieurs hameaux. L'université de Nyenrode est située à Breukelen.

## Histoire
Brooklyn, à New York, tient son nom de la ville de Breukelen, du temps de la colonisation néerlandaise au XVIIe siècle, anglicisé au fil du temps.
La commune de Breukelen est créée le 1er janvier 1949 par la fusion des communes de Breukelen-Nijenrode et Breukelen-Sint-Pieters, auxquelles sont ajoutées les communes de Ruwiel en 1964 et Kockengen en 1969. Entre 1812 et 1818, une commune du même nom, englobant Breukelen-Nijenrode, Breukelen-Sint-Pieters, Laag-Nieuwkoop, Ruwiel et Portengen avait déjà existé.
Le 1er janvier 2011, la commune de Breukelen est supprimée. Elle fusionne avec Loenen et Maarssen pour former la nouvelle commune de Stichtse Vecht.

## Géographie
Le village est desservi par la gare de Breukelen sur la ligne d'Amsterdam à Emmerich am Rhein (Allemagne), qui voit s'arrêter les services régionaux (Sprinter) de Nederlandse Spoorwegen (NS).

## Galerie

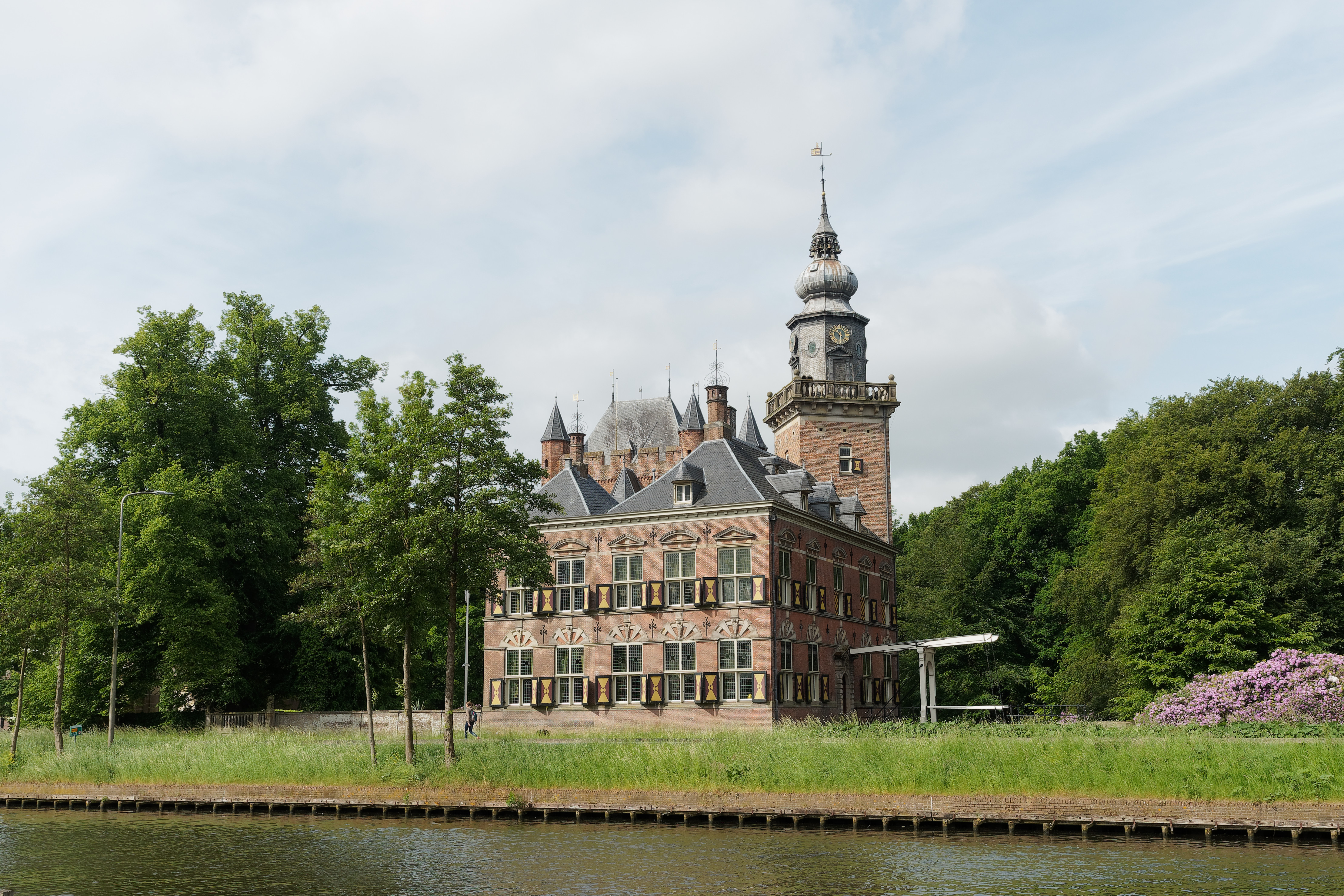
Château de Nijenrode, propriété de l'université.
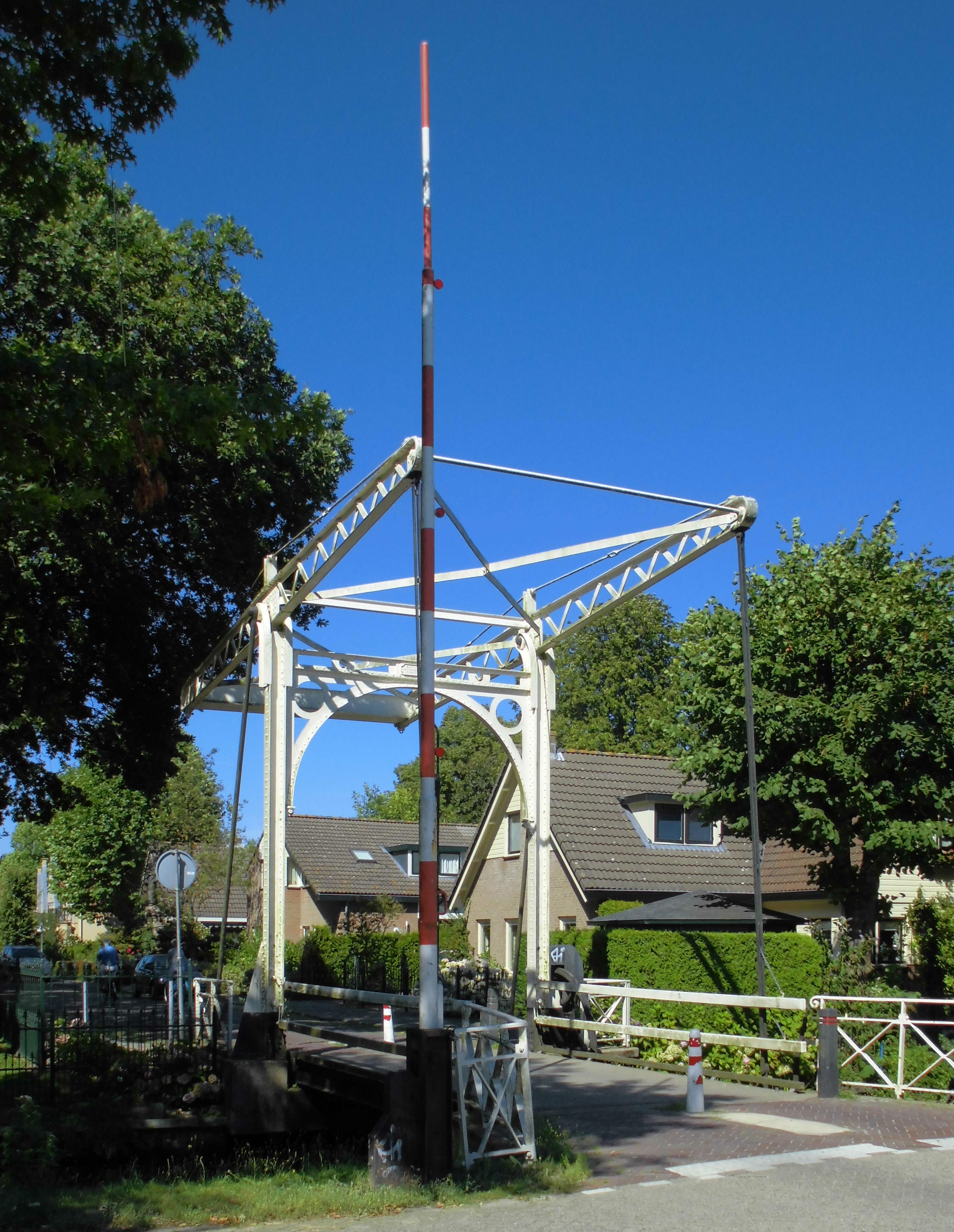
Pont basculant entre le canal d'Amsterdam au Rhin et le Vecht.
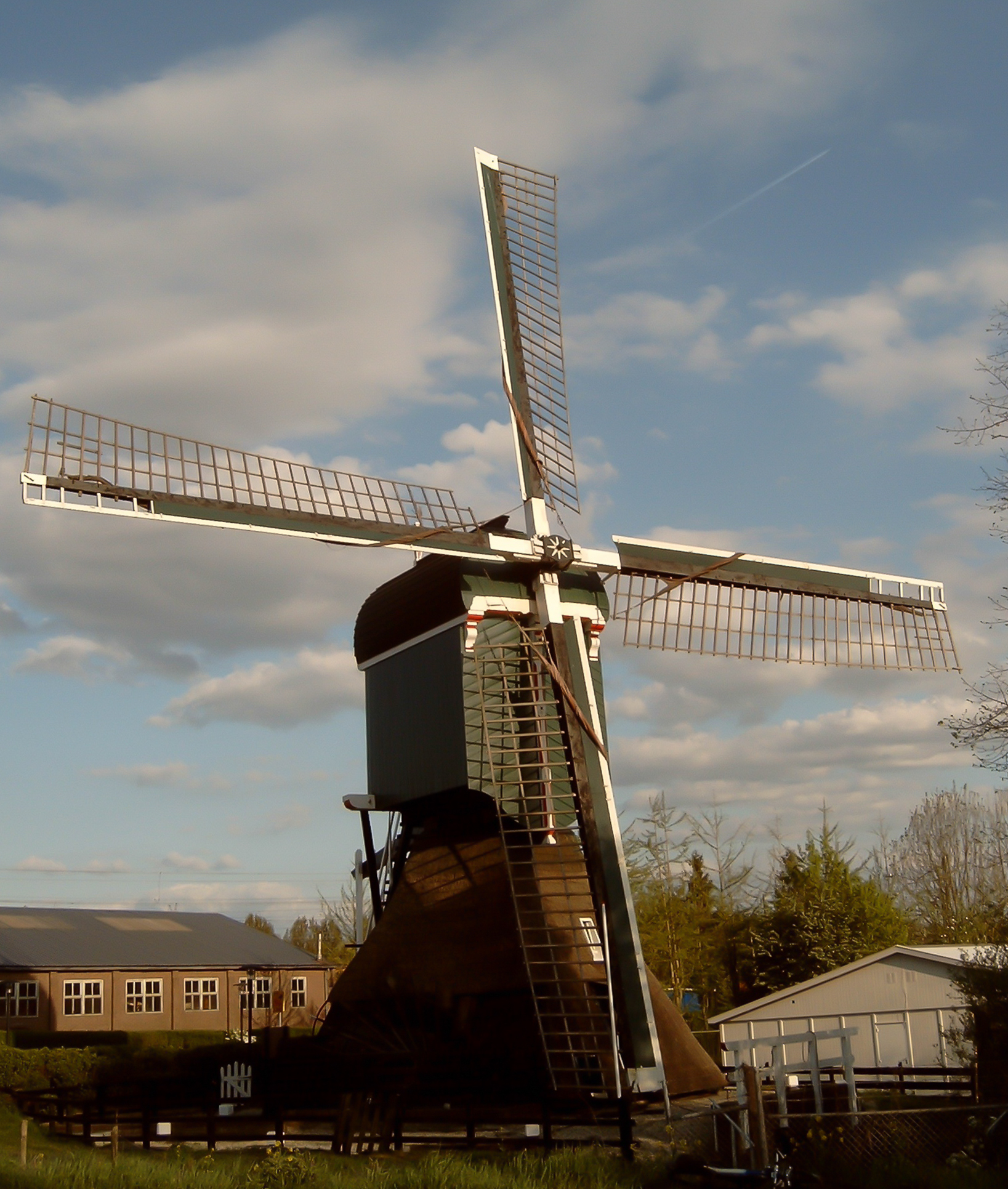
Breukelen, moulin : de Kortrijkse molen.
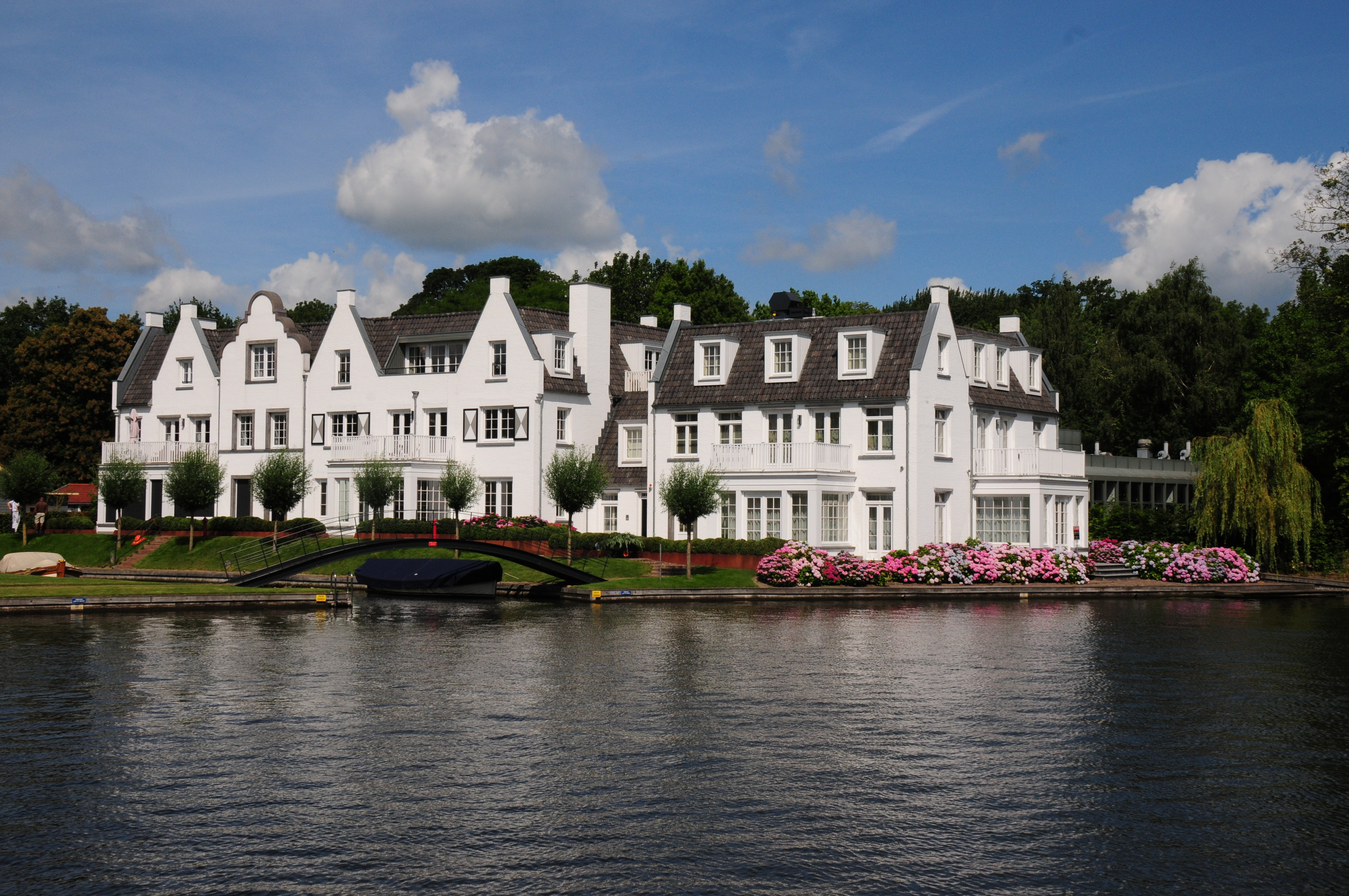
Logements sur le Vecht.

## Célébrités
L'acteur Rutger Hauer est né à Breukelen. Hans van Breukelen tient son nom de la ville.